# Gabbia di matti
Gabbia di matti (Not So Dumb) è un film del 1930 diretto da King Vidor. Commedia brillante interpretata da Marion Davies, il film venne girato in versione muta nel 1929 e distribuito sonorizzato nelle sale nel 1930.
Il film è tratto dalla commedia teatrale in tre atti Dulcy, scritta da George S. Kaufman e Marc Connelly.
Oltre a Gabbia di matti, gli altri adattamenti cinematografici della commedia furono Dulcy di Sidney Franklin (1923) e Dulcy di S. Sylvan Simon (1940).

## Trama
Dulcy, ragazza estroversa ma anche dalla zucca vuota, è fidanzata con Gordon, aspirante finanziere. Organizzata una festa, Dulcy si dà da fare per far entrare nel mondo degli affari il fidanzato, mettendo sotto pressione il burbero signor Forbes. Scatenata e senza freni, Dulcy ne combinerà di tutti i colori.

## Produzione
Il film è tratto dalla commedia teatrale in tre atti Dulcy, scritta da George S. Kaufman e Marc Connelly, uno dei successi di Broadway del 1921: messa in scena al Frazee Theatre, debuttò il 13 agosto, tenendo cartellone fino all'11 marzo 1922, per un totale di 241 rappresentazioni. Dulcinea (la Dulcy del titolo) era interpretata da Lynn Fontanne, nel ruolo che sullo schermo venne poi affidato a Constance Talmadge, Marion Davies e Ann Sothern.
Il film venne prodotto dalla Cosmopolitan Productions, la casa di produzione che il magnate William Randolph Hearst aveva fondato per Marion Davies. Fu il terzo film girato da King Vidor con l'attrice dopo Fascino biondo e Maschere di celluloide, due film-commedia che erano riusciti a rialzare le quotazioni della Davies, di solito impiegata malamente in film che non si addicevano alle sue doti di attrice brillante.
Il film era stato girato in versione muta di 6.875 piedi nel 1929, ma ne venne preparata in fretta una versione sonorizzata di 7.650 piedi.

## Distribuzione
Gli incassi del film non furono sufficienti a coprire i costi, e in totale la casa di produzione perse 39.000 dollari. Distribuito dalla MGM, fu proiettato in prima il 17 gennaio 1930, uscendo poi nelle sale in febbraio.

### Uscite nelle sale
- USA 17 gennaio 1930 Prima
- USA	2 febbraio 1930

Alias
- Not So Dumb	USA (titolo originale)
- Dulcy	Spagna
- Gabbia di matti	Italia

### Critica
New York Times, 8 febbraio 1930: Marion Davies, che è sempre al meglio quando è King Vidor a dirigerla, brilla... La parte del leone per quanto riguarda i meriti, va comunque senz'alto a Vidor per la sua bella regia.